# كسرى (تونس)
تقع مدينة كسرى على بعد 17 كيلومترا شرقي مدينة مكثر بولاية سليانة في إقليم الشمال الغربي وعلى بعد 170 كيلومترا شمال غرب العاصمة التّونسيّة، وتقع على ارتفاع يتجاوز الألف متر، وهي بالتّالي أعلى منطقة مأهولة بالسّكّان بالبلاد التّونسيّة.
.أهالي كسرى يسمّون بالكساوريّة.

تضمّ كسرى 11 حياّ سكنيّا ويتجاوز عدد سكّانها الألفي ساكن.

أهمّ المناطق في قرية كسرى: بني صيور، الغرُب، البحيرة، المؤذنين، القصر، كسرى الجديدة، جنان الرّمّان، الرقيعة، عرقوب النقار.

## كسرى التاريخ
كسرى تغيّر اسم المدينة حسب الحقبات التّاريخيّة الّتي عرفتها: فكانت «كزر» البربريّة، و«كيزور» أو «شيزور» الرّومانيّة والبيزنطية و«كسرة» في العهد الحفصيّ، و«كسرى» بداية من العهد العثمانيّ حيث كانت مركزا إداريّا (قيادة تضم 6 مشايخ).
تعتبر كسرى من أقدم القرى في العالم فقد سكنها الإنسان منذ قديم الزّمان، وذلك لارتفاعها وتوفّر عناصر الحياة بها من ماء ومرعى وغاب وأراض خصبة، وبالتّالي تعاقبت عليها الحضارات التّي عرفتها البلاد التّونسيّة كالحضارة البونيّة والحضارة الرّومانيّة والحضارة البيزنطيّة ثمّ الفتح ّالإسلامي.

## جغرافية كسرى

### التضاريس
تنتمي منطقة كسرى إلى الظّهريّة التّونسيّة وتتميّز بارتفاعها (1174 م) وكثرة تضاريسها وكثافة غابتها المتكوّنة من الصّنوبر الحلبيّ أساسا والّتي تكسو أكثر من ثلثي الأراضي بالمنطقة وهي مليئة بالخنازير الوحشيّة.
تقع كسرى على جبل يتجاوز ارتفاعه ألف متر، ينته الجبل إلى منبسط أعلاه مستدير، يبلغ طوله عشرات الكلومترات، وينقسم المنبسط إلى غابة من شجر الكشريد وسهل من الحجارة والتّراب.
سطح المنبسط تحززه عوامل الانجراف لتترك فيه أشكالا طبيعية يخيّل للناظر إليها أنّه بصدد التجوّل في شوارع مدينة أثرية.

### المناخ
مناخها جبليّ لا نطاقيّ حيث يكون الشّتاء فيه بارد جدّا وتكون خلاله الرّياح قويّة وباردة.
في ساعات اليوم الصّيفيّة تكون درجات الحرارة معتدلة مثلما تكون على ساحل البحر، ولكن عند المساء تنزل درجات الحرارة ويصبح الطّقس باردا

## كسرى الاسطورة
تقول الأسطورة أنّ وجود هذه القرية الوديعة يعود إلى زمان أكاسرة الفرس، وذلك عندما قرّر كسرى أنوشروان ملك فارس أن يرسل ابنته الأميرة الّتي مرضت مرضا استدعى البحث عن مكان حدّد خصائصه أطبّاء البلاط، وهي الارتفاع والهواء النّفيّ والماء الزّلال والمفازة. ووقع الاختيار على هذا المكان بأرض بيزنطا في ذاك الزّمان.
وحلّت الأميرة الفارسيّة بالأراضي التّونسيّة واستوطنت هذا المرتفع وأنشأت قرية كسرى على ارتفاع 1174 مترا على مستوى البحر
و لكنّ الباحثين في هذا المجال فنّدوا هذه الأسطورة وأكّدوا على بربريّة القرية فهي إحدى أقدم القرى البربريّة التّونسيّة الّتي تقف شاهدا على أكثر من خمسة عشر قرنا من حياة هذه المدينة الأثريّة الّتي أسّسها البربر وتعاقبت عليها حضارات عدّة.

## الطابع المعماري

كسرى سحر لا يقاوم

كسرى ذات طابع معماريّ مخصوص فبيوتها تبدو للوهلة الأولى معجونة بالصّخر، فالأزقّة والطّرقات والمسالك يفرض هيأتها والتواءاتها حجم الصّخور المتعانقة في نوم أبديّ منذ العهود الجلموديّة الأولى. أمّا المعالم والمواقع التّاريخيّة الّتي ما زالت موجودة بها إلى الآن فإنّ أبرزها الحصن البيزنطيّ والقصبة الّتي يسمّيها أهالي كسرى «بالقصر» والقبور البونيّة والنّقائش والمحفورات الصّخريّة الرّومانيّة. ورغم نشأة نواة مدينة أخرى (كسرى السّفلى) في سفح الجبل وعلى حافّة الطّريق المؤدّيّة إلى القيروان والسّاحل إلاّ أنّ كسرى القديمة لها جاذبيّتها وسحرها ووعودها الجميلة وامتدادها نحو الماضي العريق. وقد حافظت السّلط التّونسيّة وكذلك الأهالي على رونق البلاد الخلاّب من خلال البناء بالحجارة المقطوعة من الجبل الّتي يتمّ تسويّتها وتحضيرها للبناء واستعمالها خاصّة في بناء الطّوابق الأولى إضافة إلى جدران وأزقّة المدينة و«الدرج» الّذي يشبه إلى حدّ كبير درج سيدي بوسعيد والّذي ينتهي إلى المنبسط في أعلى الجبل. وقد تمّت أيضا العناية بمنابع العيون حيث تمّ بناء طرق مؤدّيّة إلى هذه العيون وجدران من الحجارة يخيّل للمارّ بها أنّها من صنع الطّبيعة وليس من صنع الإنسان.

## الطبيعة خلابة
كسرى بلاد الطّبيعة الّتي تسحرك من أوّل وهلة بهوائها الجبليّ العبق والحلّة الخضراء الّتي تكسو البلاد أينما اتّجهت عيناك حيث بساتين التّين وأشجار الزّيتون والصّنوبر والإكليل وكذلك العيون المنبثقة في كلّ مكان «وأشهرها عين» سلطان«و» عين ميزاب«و» عين مكلاو«و» عين جريو.هذا

الطبيعة خلابة

إضافة إلى الجبال العالية الّتي تنبع من سفحها العيون والقطع الحجريّة العملاقة المتناثرة في كلّ مكان.

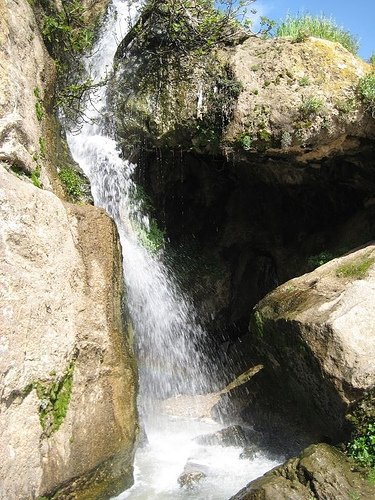
آغير

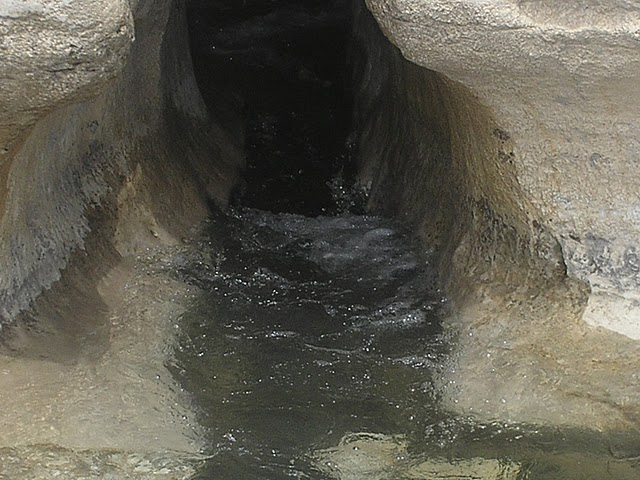
عين سلطان المنبع

## الكساورية والتين
لا يمكن أن تذكر كسرى دون أن تتحدّث عن التّين أي كما يطلق عليه في تونس «الكرموس». ويعتبر التّين (الكرموس) من أهمّ الموارد المحليّة حيث تمتدّ بساتين التّين على امتداد الكيلومترين وتسقى بالأساس من مياه العيون الجارية. يبدأ موسم التّين في أواخر شهر جويلية وينتهي في أواخر شهر سبتمر ويحتفي الأهالي احتفاء بالغا بموسم جني التّين حيت يقام «مهرجان الكرموس». ويرتبط هذا الموسم أيضا بالأعراس والاحتفالات العائليّة.
«الزيدي» هو أهمّ أنواع التّين الّذي يتمّ إنتاجه في كسرى وهو من أجود أنواع التّين في البلاد التونسية.

## الزيتون في كسرى
للزّيتون في كسرى قصّة حبّ ضاربة في عمق التّاريخ منذ آلاف السّنين، ترويها غابة الزّيتون المترامية الأطراف، وهي جزء من ثقافة الكساوريّة وتقاليدهم منذ القدم. والمعروف عن الزّيت الكسراويّ أنّه من أجود أنواع.الزّيت، وذلك يرجع إلى المناخ والطّبيعة الجغرافيّة الّتي تتميّز بها كسرى وقد تحصّلت مؤسّسة «كسرى» لإنتاج زيت الزّيتون المعلّب ومقرّها في المنصورة، إحدى جهات كسرى، على الجائزة الثّانية لأحسن منتج لزيت الزّيتون المعلّب سنة 2009، كما تحصّلت سنة 2007 على جائزة أحسن جودة وجماليّة تغليف أسندها أسندها إليها المركز الفنّيّ للتّغليف بتونس.

## متحف كسرى
تبلغ مساحة المتحف نحو 570 مترا مربعاً، ويقع فوق هضبة ارتفاعها قرابة 1250 متر، ويتكون من طابقين ويضم شواهد لعلاقة الإنسان بمحيطه وبالأدوات والوسائل المستعملة في حياته اليومية وفي حله وترحاله وأفراحه وأتراحه، وقد بلغت تكلفة إنجازه 350 ألف دينار تونسي «260 ألف دولار».
وينتصب المبني حسب تقاليد المنطقة حذو آثار الحصن البيزنطي الذي يمثل مرحلة من مراحل تاريخ كسرى الذي يعود إلى العهود البونية. وهو ينهض على مصطبة توفر للزائر مشهدا يمتد على مدى البصر يشمل القرية والسهول الخضراء الممتدة أمامها.
كما يحرص المتحف على أن يكون، وفقا للروح الداعية إلى إنشائه، فضاء خدمات ومبادلات بين أهل القرية وزواره. إذ يمثل الطابق العلوي للمتحف حيزا مفتوحا لأهل كسرى يستقبلون فيه ضيوفهم القادمين لاكتشاف تقاليدهم وطقوسهم ورقة سلوكهم وجودة مأكلهم وثراء الألوان في منسوجاتهم وروح الضيافة والكرم عندهم. وبالتالي يكون المتحف فضاء للعرض والبيع وتقديم المحاضرات. وهو أيضا في بعده الشامل
فضاء للتنشيط والتنمية الثقافية. وقد حدد لنفسه مهمة أن يدرج هذه القرية الصغيرة في مساحتها والكبيرة بتاريخها في مسالك السياحة الثقافية التي تعلي من شأن التراث وتهتم بمقومات الهوية التونسية.
ويحتوي المتحف على نحو مئتي قطعة آثرية تعود للعهد الروماني وأواني طينية وخزفية لخزن الأغذية والسوائل التي كانت تستعمل قديما في المطبخ التقليدي وأدوات الغزل والنسيج ونماذج من المنتجات الصوفية واللباس التقليدي الخاص بمناسبات الزواج وأدوات التجميل وبعض الحلي، كما يضم المتحف حاجيات الرضيع ولباس الأطفال ولوازم الختان وطقوس دفن الميت.

## كسرى ومحمود المسعدي
هذه هي كسرى يصفها الأديب الراحل محمود المسعدي في كتابه مولد النسيان قائلا:
«قرية كسرى على جبل جلاميد من الصخر كقطع العذاب تتراكم وتتراكب ثم يقوم فيها فجأة كالجدار جانب الجبل عاريا، تنشج في أسفله عين ماء باكية تسيل إلى الصخر، فتأكل من أصل الجبل، ثم تقع إلى الغور تحته فتشتت وتضيع كيأس نفس عقيم، وتتبعثر بيوت القرية بين الصخور... كشتمة في وجه قوة قاهرة أو عار على جمال (...) وفوق القرية والجبل والبساط هول أو ساع سماء خالية، وينظر المسافر حوله فإذا الجبل قافلة هول من أشخاص حجارة، كل له ألم وكل له قصة، والأذن تسمع وعين الماء تحكي»